# Дугорепи горал
Дугорепи горал (лат. Naemorhedus caudatus) је сисар из реда папкара (Artiodactyla) и породице шупљорогих говеда (Bovidae). 

## Угроженост
Ова врста се сматра рањивом у погледу угрожености врсте од изумирања.

## Распрострањење
Дугорепи горал је присутан у Јужној Кореји, Кини, Русији и Северној Кореји.

## Популациони тренд
Популација ове врсте се смањује, судећи по расположивим подацима.

## Станиште
Дугорепи горал има станиште на копну. Врста је по висини распрострањена до 2.000 метара надморске висине. 